# Ildefonso Santos
Ildefonso Páez Santos  fue un poeta, escultor y escritor filipino. Único hijo de Andrés Santos Atanacia Santiago.

## Datos biográficos
Santos nació el 23 de enero de 1897, en Baritan, Malabon, Rizal. Mostró su talento en la poesía a través de una carta de amor para un amor secreto. Su primo, Leonardo Diangson, leyó la carta y luego fue publicada en el periódico Ang Mithi. Tras su publicación, la carta fue leída por Iñigo Ed Regalado. Santos comenzó a escribir poesía en serio y firmó con el seudónimo de Ilaw Silangan (luz del este).
Terminó sus estudios como profesor de primaria en idioma filipino en la Escuela Nacional de Maestros. Tras la Segunda Guerra Mundial fue supervisor para el idioma nacional. Se graduó en la Universidad de Filipinas, con un título en el campo de la arquitectura .
Fue el padre de Ildefonso P. Santos, Jr. , Artista Nacional de Filipinas para la Arquitectura en el año 2000.

## Sus obras
- Tatlong Inakay (Los tres polluelos o tres gallinas jóvenes)
- Gabi (Noche)
- Ang Guryon (Cometas en el cielo)
- Sa Tabi ng Dagat  (En la costa)
- Ulap at Mangingisda (Nube y pescadores)